# Сиротки-вампиры
Сиротки-вампиры (фр. Les Deux orphelines vampires, иное название Две сиротки-вампирши) — французский вампирский фильм ужасов 1997 года режиссёра Жана Роллена, экранизация его же одноимённого романа. Съёмки фильма производились в Нью-Йорке и во Франции.

## Сюжет
Две осиротевшие сестры — Луиза и Генриетта — проживают в приюте, где за ними присматривают монахини. Всем находящимся вокруг юные сёстры кажутся слепыми. Однако по ночам девушки приобретают зрение и становятся вампирами.

## В ролях
- Александра Пилк[фр.] — Луиза
- Изаббель Тебул — Генриетта
- Натали Перри[англ.] — школьная учительница
- Анисса Беркани-Ромер — Николь